# Landjuweel
Dans les Pays-Bas méridionaux, le landjuweel est la plus haute distinction pour une troupe de théâtre amateur.  Il trouve son origine historique dans les concours entre les chambres de rhétorique de différentes villes des anciens Pays-Bas. 

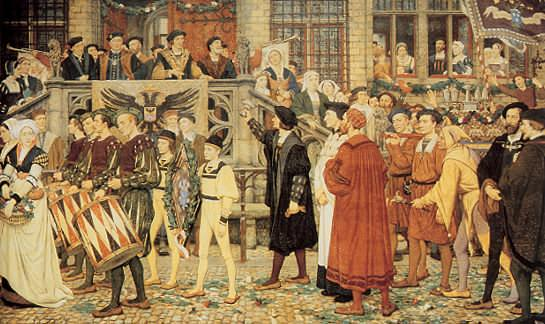
Image I - Ce tableau, peint en 1899 par Edgard Farasyn (1858-1938) pour la salle des pas-perdus de l'hôtel de ville d'Anvers, est une représentation fantasmée du cortège de la chambre de rhétorique De Violieren, lauréat du grand prix du landjuweel de 1539 à Gand.

## Définition
Le landjuweel (littéralement traduit du néerlandais : « joyau du pays ») est un tournoi dramatique, une compétition entre différentes sociétés littéraires urbaines, appelées chambres de rhétorique.

## Bref historique

### Les débuts: tournois des clubs de tir
Les landjuwelen étaient à l'origine un cycle de sept compétitions entre les compagnies bourgeoises s'exerçant au maniement des armes : les schutterijen du duché de Brabant. Les plus hautes sommités du pays assistaient à de tels tirs ; ils furent même honorés par des souverains. Guillaume le Taciturne et Charles Quint y prirent part.
L'idée était d'organiser un landjuweel tous les trois ans.  Le vainqueur du premier concours devait organiser la prochaine compétition et ainsi de suite ; les vainqueurs du septième landjuweel devaient commencer un nouveau cycle. 
Le vainqueur du premier tournoi, ayant obtenu une coupe en argent, devait fabriquer deux plats en argent pour le vainqueur du deuxième landjuweel d'un cycle, et celui-ci devait à son tour en faire trois pour le lauréat du concours suivant et ainsi de suite jusqu'au septième tournoi du cycle. 
Il existait une étroite collaboration entre les sociétés chevaleresques des villes de Bruges et de Lille en Flandre ainsi qu'entre Bruges et Bruxelles. Lille organisait, comme Bruges, un tournoi annuel, à savoir l'Espinette.  Chaque année, en février, une délégation brugeoise venait à Lille pour y concourir au tournoi, comme les habitants de Lille participaient à leur tour à la compétition annuelle de l'Ours blanc à Bruges, qui avait lieu en mai.  Bien qu’il s'agît d'un tournoi annuel de cette dernière association, qui était une société chevaleresque réunissant dans son sein bourgeoisie et noblesse, ce spectacle donnait lieu à des festivités auxquelles contribuaient aussi les poètes brugeois.  Ils écrivaient les scénarios des esbattements, récitaient des louanges et faisaient le compte rendu de ces activités dans leurs chroniques.

### Les chambres de rhétorique

#### XVeetXVIesiècles

##### XVesiècle
Aux XIVe et XVe siècles, des sociétés littéraires appelées « chambres de rhétorique » virent le jour dans les anciens Pays-Bas, conservant leur constitution primitive, du moins en partie, jusqu’à la fin du XVIIIe siècle.  Leurs membres, les rhétoriciens issus de familles appartenant aux classes moyennes et supérieures, cultivaient l'art de la poésie en se mesurant les uns aux autres dans des compétitions qui figuraient au premier rang des grandes réjouissances qu'ils organisaient pour eux-mêmes ou pour le public.  Très vite, ces activités donnèrent lieu à des festivités urbaines, célébrées successivement dans toutes les villes principales, et leurs concours se transformèrent en rituels locaux ou régionaux, soutenus par les pouvoirs communaux, qui duraient des jours et parfois même jusqu'à trois semaines.  Une chambre pouvait représenter une pièce à l'extérieur (« wagenspel »), dans un estaminet, dans une salle de spectacle ou aux concours.
Parmi ces fêtes, la plus ancienne que l'on connaisse serait celle ouverte à Bruxelles en 1394.  Celle d'Audenarde, qui eut lieu en 1413, est mieux documentée.  Suivent alors celles de Furnes en 1419, de Dunkerque en 1426, de Bruges en 1427 et en 1441, de Malines en 1427 et de L'Écluse en 1431.  On institua des prix pour couronner des œuvres soit françaises, soit néerlandaises, selon la langue véhiculaire de la ville où le concours avait lieu.  Mais quelquefois, au même concours, on décernait un prix pour des œuvres dans les deux langues.  Il en fut ainsi notamment à Gand en 1439.  On distribuait, en outre, des prix pour la plus belle entrée.

##### Provenance des chambres participantes
Les chambres participantes venaient des Pays-Bas méridionaux, mais également des Pays-Bas septentrionaux.  Ainsi, au landjuweel d'Anvers de 1496 étaient présentes non seulement des chambres du Sud mais également de Reimerswaal, ville du comté de Zélande, et d’Amsterdam, ville du comté de Hollande.  Sous l'Ancien Régime, les concours des rhétoriciens des communes flamandes continuèrent même à avoir lieu sous la domination française : ainsi, la chambre bailleuloise Jong van Zinnen (Les Jeunes Cœurs) en organisa un en 1769, attirant treize sociétés qui durent toutes représenter la tragédie de Mithridate : c'étaient les chambres de rhétorique des villes de Steenvoorde, d'Ypres, d'Alveringem, de Polincove, de Lo, de Flêtre, de Bergues, de Roulers, de Hondschoote, de Dixmude, de Nouvelle-Église, de Strazeele et de Poperinge.

##### Les thèmes dulandjuweel
On proposait des questions auxquelles pouvaient seules répondre, en vers, les chambres autorisées.  Ces questions étaient résolues par les facteurs et avaient généralement un but moral ou politique.  Ainsi, en 1431, au milieu des guerres entre la France et la Flandre, la chambre de rhétorique d'Arras, jadis une ville des Pays-Bas, posa la question de savoir « pourquoi la paix, si vivement désirée, tarde […] à venir » ?  La chambre De Violieren (Les Giroflées) d'Anvers demanda en 1561 : « Par quels moyens les hommes sont-ils le plus efficacement initiés aux arts et à la science ? »  Le concours était parfois ouvert pour un poème ; d'autres fois, on décernait des prix pour des chansons, mais les grands concours furent ceux qui demandaient en réponse une œuvre dramatique.

##### L'organisation dulandjuweel
Le prix institué par les chambres de rhétorique donna son nom au concours et s'appelait le landjuweel (le « joyau du pays ») lorsqu'il était décerné aux compétitions organisées dans les villes et le haagjuweel (le « joyau de la haie ») lorsqu'il était décerné aux fêtes organisées dans les bourgs ou les communes ; la chambre qui l'obtenait proposait à son tour une question et un prix. 
Les landjuwelen évoluèrent vers une série de concours de théâtre organisés par ces chambres de rhétorique, et on alla jusqu'à adopter le système cumulatif d'attribution de coupes en argent en guise de trophée à chaque tournoi.  Les guildes de rhétorique des anciens Pays-Bas étaient invitées à y participer et à lutter entre elles d'éclat et d'habileté, dans des processions splendides, des tableaux vivants, des charades et autres occasions de groupes animés et brillants, et dans des concours dramatiques et poétiques.  Celle des sociétés qui, l'année précédente, avait remporté le prix avait la surintendance de l'organisation de la fête.  Le jury, composé de représentants des chambres, décidait quel esbattement (farce) ou spel van sinne (moralité) était le meilleur.

##### Les cycles
Des rhétoriciens, deux cycles de concours sont connus.
Le premier dura de 1475 à 1496-1510 environ et incluait une compétition à Louvain en 1478 et une autre dans la même ville en 1480, ainsi qu'une à Malines en 1492 ; par cette dernière Philippe le Beau voulut soumettre les chambres à la censure ecclésiastique.  Puis, en 1496, on organisa le landjuweel d'Anvers, auquel participait également la chambre amstellodamoise l'Egelantier, qui y remporta un prix de deux coupes en argent.  Lierre organisa peut-être un landjuweel en 1500, et Louvain, sans doute, en 1505.  À celui de Herentals n'auraient participé, en 1510, que des chambres brabançonnes.  Ce ne fut qu'en 1507 que l'on organisa, pour la première fois, un landjuweel au Nord des anciens Pays-Bas, notamment à Reimerswaal, où l'on ne réunit toutefois que sept des chambres de rhétorique zélandaises.
Un deuxième cycle commença en 1515 à Malines ; puis, les tournois dramatiques eurent lieu à Louvain en 1518, à Diest en 1521 et en 1541, à Bruxelles en 1532 et à Malines en 1535. Le cycle se termina à Anvers en 1561.  De ce dernier landjuweel, les moralités (spelen van sinne) furent réimprimées en 1562.  Au cycle ne pouvaient participer que des chambres brabançonnes, c'est-à-dire vingt sociétés, représentant douze villes moyennes ou grandes : il s'agit d'Anvers, de Bruxelles, de Malines, de Louvain, de Bois-le-Duc, de Bréda, de Berg-op-Zoom, de Diest, de Lierre, de Léau, de Vilvorde et de Herentals.  La continuité fut interrompue par les guerres entre les Pays-Bas des Habsbourg et la France, et en raison de la suspicion croissante des autorités à l’égard des chambres de rhétorique.

#### Deux concours particulièrement importants
Deux concours, l'un en Flandre l'autre en Brabant, sont d'une grande importance et d'une influence particulière et, de plus, sont relativement bien documentés.  À ce titre, ils méritent que l'on s'y attarde.  Il s'agit des concours de Gand en 1539 et d'Anvers en 1561.

##### Lelandjuweelde Gand en 1539

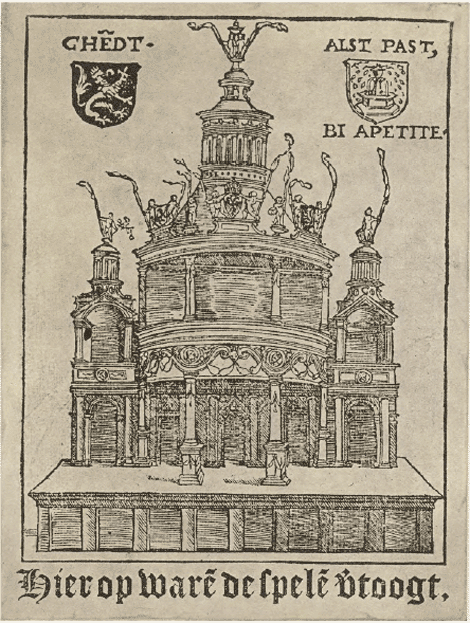
Image II - Représentation gravée de la scène sur laquelle furent montés les jeux du landjuweel de Gand en 1539, tirée de la publication des moralités (spelen van sinne) qui y furent représentées.

Au mois de juin 1539, la chambre De Fonteine (La Fontaine) de Gand convoqua les sociétés dramatiques et littéraires du pays à un grand landjuweel en l'honneur de la Sainte-Trinité, pour lequel l'empereur Charles Quint octroya la permission ainsi que les sauf-conduits d'un mois en faveur des personnes désirant y participer.  Une charte d'invitation fut publiée à ce sujet.  Elle posait, pour le jeu de moralité, une question ainsi conçue : « Quelle est la plus grande consolation de l'homme mourant ? » Trois autres questions, à résoudre en refrain, suivaient celle-là : « Quel est l'animal au monde qui acquiert le plus de force ? » « Quelle est la nation au monde qui montre le plus de folie ? » « Serais-je soulagé, si je pouvais lui parler ? » La première réclamait le genre sérieux, int vroede ; la deuxième, le genre bouffon, int sotte ; la troisième, le genre érotique, int amoureuse. 
Dix-neuf sociétés prirent part à la lutte. Envoyèrent leurs rhétoriciens au concours ou landjuweel de Gand : les villes de Bruxelles (Den Boeck, ou Le Livre), d'Anvers, de Courtrai (De Barbaristen, ou Les Barbaristes), de Bergues, de Tielt (De Rose, ou La Rose), de Lo (Furnes-Ambacht), de Flessingue, de Bruges (De Heilige Geest, ou Le Saint-Esprit), de Messine, d'Ypres (Alpha & Omega), de Nieuwkerke, de Nieuport (De Doornenkroon, ou La Couronne d'épines), de Tirlemont, d'Axel, de Menin, d'Audenarde, de Kaprijke et d'Enghien.  On en comptait cinq qui appartenaient à des localités rurales de la Flandre.  C'étaient : Leffinge, Altoos doende (Agissant toujours) ; Messines, Hoe ik labeure met pijnen duere (Je travaille durement) ; Lo, De Royaerts ; Nieuwkerke, Goedwillig in 't herte (De Bon Cœur) ; Axel, Sint-Ontcommere (Saint-Sans-Souci) ; Kaprijke, De Berkenisten.  La plupart d'entre ces villes étaient déjà gagnées au calvinisme.  Or, le calvinisme démocratique et les communes, mécontentes des absorptions faites à leur détriment sous la maison de Bourgogne, craignaient le despotisme naissant de Charles Quint.  La majeure partie des pièces allégoriques jouées furent des satires sanglantes contre le pape, les moines, les indulgences, les pèlerinages, etc.
C'est la chambre dite De Violieren d'Anvers qui remporta le premier prix, tandis que Pieter Huys de Bergues remporta le second prix, consistant en trois vases en argent pesant sept marcs sur lesquels était gravée l'entrée d'une académie.  Son poème comprend environ cinq cents vers en néerlandais, et il y fait intervenir cinq personnages allégoriques sous le nom de la Bienfaisance, l'Observation des lois, le Cœur consolé, la Consolation et le Cœur contrit.  Chacun d'eux énumère les biens où l'homme trouve le bonheur à l'heure de la mort.  Les compositions des lauréats de Gand furent publiées d'abord en un format in-4°, ensuite en in-12°.
Dès leur apparition, ces pièces, provoquées par Charles Quint lui-même - puisque c'est lui qui en suggéra le thème - furent interdites, et ce n'est pas sans raison que, plus tard, on citait ce landjuweel comme étant le premier à avoir remué le pays littéraire en faveur de la Réforme protestante.  Ces œuvres étant loin d'être favorables au régime espagnol, le duc d'Albe ordonna leur suppression par l'Index de 1571 et, plus tard, le gouvernement des Pays-Bas interdit même les représentations théâtrales des sociétés de rhétorique.

##### Lelandjuweeld'Anvers en 1561

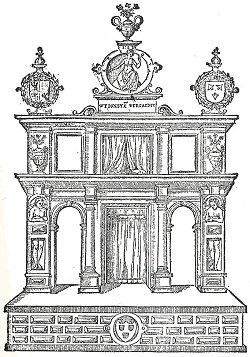
Image III - Représentation gravée de l'estrade dressée en 1561 pour le célèbre landjuweel d'Anvers, tirée du prestigieux ouvrage Spelen van Sinne, imprimée en 1562.

Anvers, dont la chambre lauréate dut prendre en charge l'organisation du dernier concours du deuxième cycle connu des landjuwelen, créa un festival de théâtre haut en couleur et très varié, symbolisant le siècle d'or culturel d'une ville qui passe à l'époque pour la métropole commerciale au nord des Alpes.  La chambre anversoise De Violieren, dont la devise était Uyt ionsten versaemt (« Réunis en amitié »), y convia toutes les chambres de Brabant. Dix-huit d'entre elles acceptèrent de participer.  Le 3 août 1561, les quatorze chambres participantes, richement parées, firent leur entrée dans la ville, à cheval ou sur des chars de parade.  Ce splendide cortège impressionna les spectateurs, parmi lesquels Richard Clough, le représentant du financier anglais Thomas Gresham.
Dressée sur la Grand-Place, la scène était constituée d'un énorme échafaudage muni de trois portes au rez-de-chaussée, auxquelles correspondaient trois fenêtres à l'étage (voir image III).  C'est là que les chambres jouaient leurs pièces sur des thèmes imposés.  Une des pièces demandées devait compter 700 vers et répondre à la question de savoir « quelle est la plus grande motivation des artistes ».  La plus importante compétition se termina le 26 août 1561 et fut suivie d'un concours plus modeste, le haagspel, auquel ne participaient que quatre chambres.  Les textes des deux concours figurent dans un recueil qui constitue - outre les textes du recueil de 1562 - la source principale de notre connaissance du landjuweel de 1561.

#### Contre-Réforme
Après la prise d'Anvers en 1585 et lors de la Contre-Réforme qui suivit, ce sera surtout pendant la trêve de Douze Ans que l'on organisera à nouveau des activités rhétoriques et, plus particulièrement, des concours d'une certaine envergure.  Ainsi, la chambre De Peoene de Malines organisa un concours de blasons en 1620, pour lequel son facteur, Hendrik Faydherbe, écrivit un esbattement.  Pirenne constate que les chambres de rhétorique, sociétés littéraires où s'était réfugié, au XVIe siècle, le franc-parler des écrivains des anciens Pays-Bas, passent maintenant pour dangereuses, tant au point de vue de la foi qu'au point de vue des mœurs et que l'on renouvelle contre elles les mesures dont Marguerite de Parme les avait frappées lors du premier soulèvement calviniste.  Un placard, promulgué en 1593 sous le gouverneur Pierre-Ernest Ier de Mansfeld, ordonne de ne point tolérer qu'elles se reconstituent aux Pays-Bas méridionaux « vu que leurs représentations offusquent les chastes oreilles ».  En 1601, un autre édit soumet à la censure toutes les pièces de théâtre afin d'empêcher que les choses sacrées n'y soient traitées légèrement.  Isabelle-Claire-Eugénie d'Autriche, en 1631, et l'évêque de Gand, Antoine Triest, en 1650, condamnent encore la licence des chambres.

### Lelandjuweelmoderne

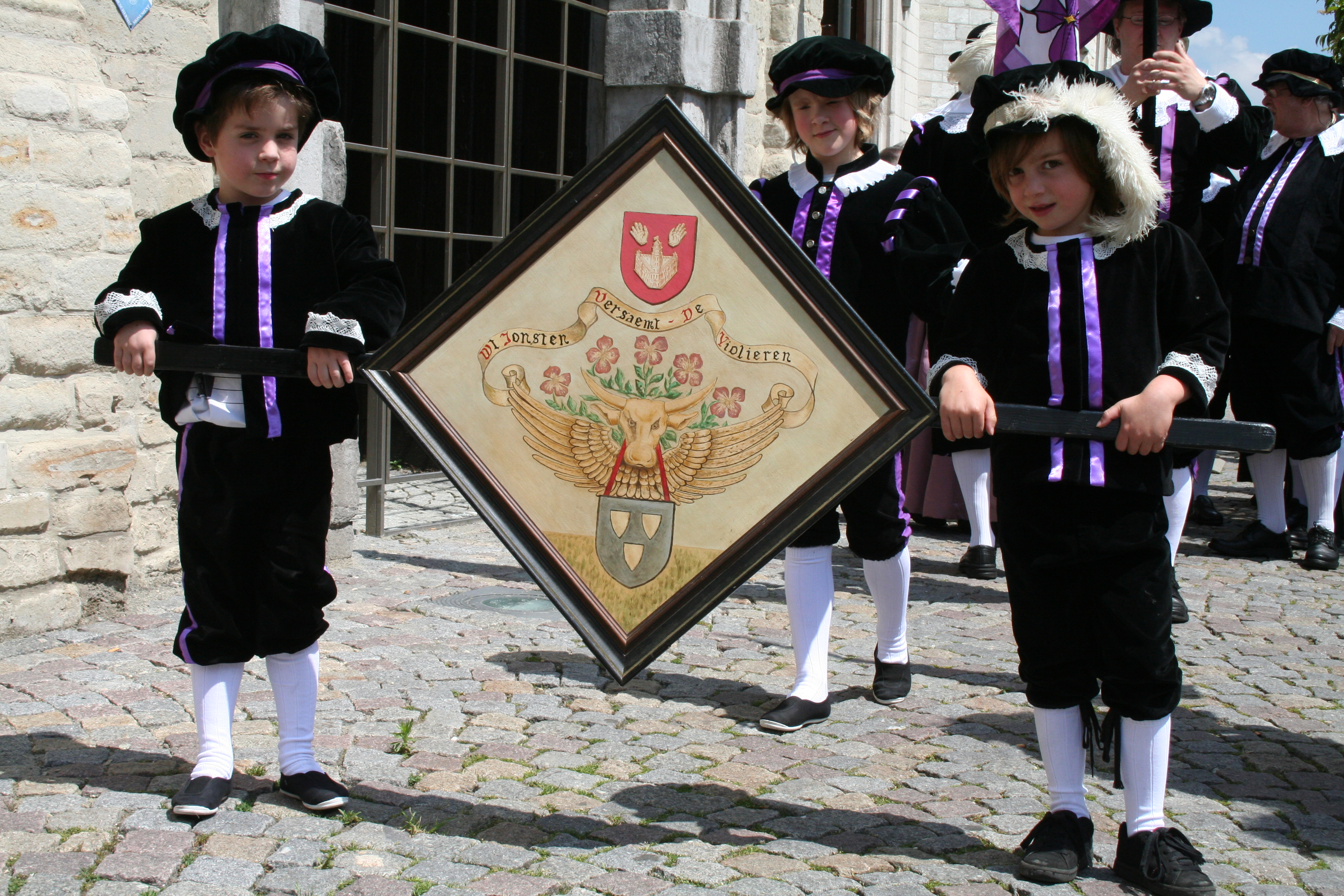
Des Violieren au cortège du congrès des rhétoriciens de 2009 à Malines.

En 1922, la tradition fut réintroduite, et le landjuweel (royal) devint le prix le plus prestigieux accordé à une troupe de théâtre amateur.  À l'époque contemporaine, on ne décerne en principe qu'une seule coupe en argent comme trophée au concours du landjuweel, qui a lieu chaque année à la fin d'octobre. 
Le roi Baudouin de Belgique offrit un joyau symbolisant le landjuweel pour les tournois dramatiques modernes.  En pratique, on décerne un prix en espèces, tandis que la coupe est conservée à Deurne, au Musée de l'orfèvrerie Sterckshof de la province d'Anvers. 
Encore en 2010, le landjuweel fut décerné à une compagnie bruxelloise, D°eFFeKt.  Celle-ci collabora avec le chœur Stemmer. D°eFFeKt jouait Agamemnon, une tragédie grecque dont le sujet remonte à des événements survenus il y a 2 500 ans.  L'année suivante fut élaboré un nouveau concept par lequel les productions, en fonction de leur qualité, devaient passer par une sélection avant de pouvoir participer au festival du landjuweel.